# Mastigietta palmipes
Mastigietta palmipes is een schijfkwal uit de familie Mastigiidae. De kwal komt uit het geslacht Mastigietta. Mastigietta palmipes werd in 1880 voor het eerst wetenschappelijk beschreven door Haeckel. 